# Pearson Point
Der Pearson Point ist eine Landspitze, die den südwestlichen Ausläufer von Bird Island vor dem westlichen Ende Südgeorgiens bildet. Sie markiert östlich der Einfahrt zur Burton Cove sowie südlich diejenige zur Johnson Cove.
Der Name der Landspitze findet sich erstmals auf einer Landkarte der britischen Admiralität aus dem Jahr 1921. Der Benennungshintergrund ist nicht überliefert.